# Commission du Danube

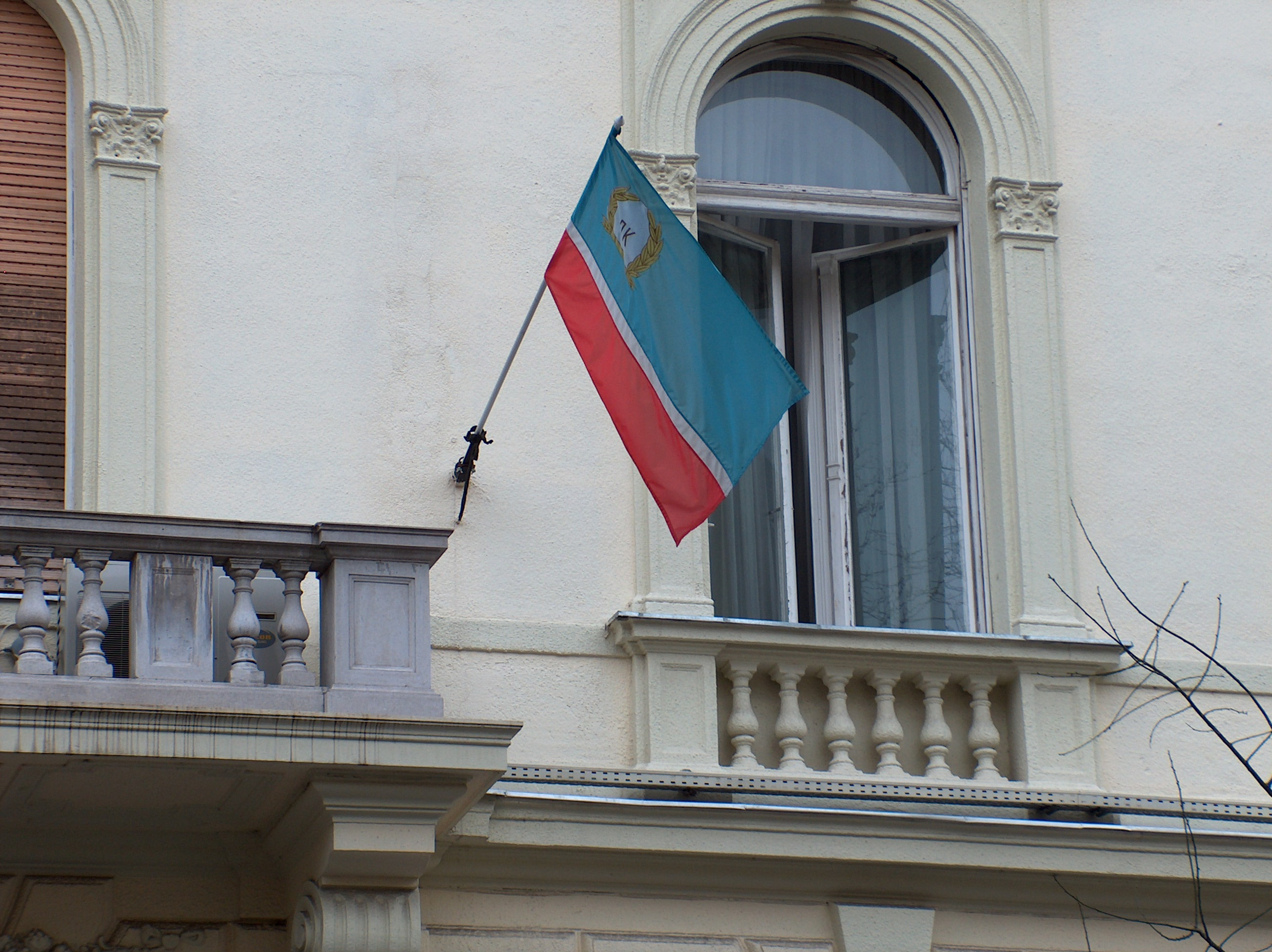
Drapeau de la Commission du Danube à son siège de Budapest.

La Commission du Danube est une organisation intergouvernementale de coopération pour la navigation sur le Danube.

## Histoire
La première organisation liée à la navigation sur le Danube fut instituée par le traité de Paris du 30 mars 1856 qui mettait fin à la guerre de Crimée ; il s'agissait de la Commission européenne du Danube.
La Commission actuelle a été créée par la Convention de Belgrade du 18 août 1948 relative au régime de la navigation sur le Danube.

## Composition
Elle compte onze États membres :
- Allemagne
- Autriche
- Bulgarie
- Croatie
- Hongrie
- Moldavie
- Roumanie
- Russie
- Serbie
- Slovaquie
- Ukraine

En rouge, les États membres ; en orange, les observateurs.

Quatre États jouissent du statut d'observateur :
- France
- Turquie
- Pays-Bas
- République tchèque

Son siège est au numéro 25 de Benczúr utca, à Budapest, en Hongrie. Ses langues officielles sont l'allemand, le français et le russe.